# Kościół św. Antoniego Padewskiego w Miałach
Kościół pw. św. Antoniego Padewskiego – katolicki kościół filialny parafii w Pęckowie, znajdujący się w Miałach w Puszczy Noteckiej.
Świątynia pochodzi z 1909 lub 1913 i jest w stylu neogotyckim. W ołtarzu głównym obraz św. Antoniego Padewskiego. Malowidła naścienne przedstawiają: św. Jadwigę, św. Jolantę, św. Wojciecha i św. Stanisława. Na wyposażeniu sztandary Katolickiej Młodzieży Męskiej i Żeńskiej w Miałach z okresu międzywojennego.
Tablice pamiątkowe na elewacji wejściowej (pisownia oryginalna):
- Kościół Pod Wezwaniem św. Antoniego Padewskiego konsekrowany 17 maja 2009 / konsekrował ks. Arcybiskup Stanisław Gądecki,
- Jan Paweł II / Papież Polak / Odszedł do Domu Ojca 2.IV.2005 21.37[4].

## Galeria

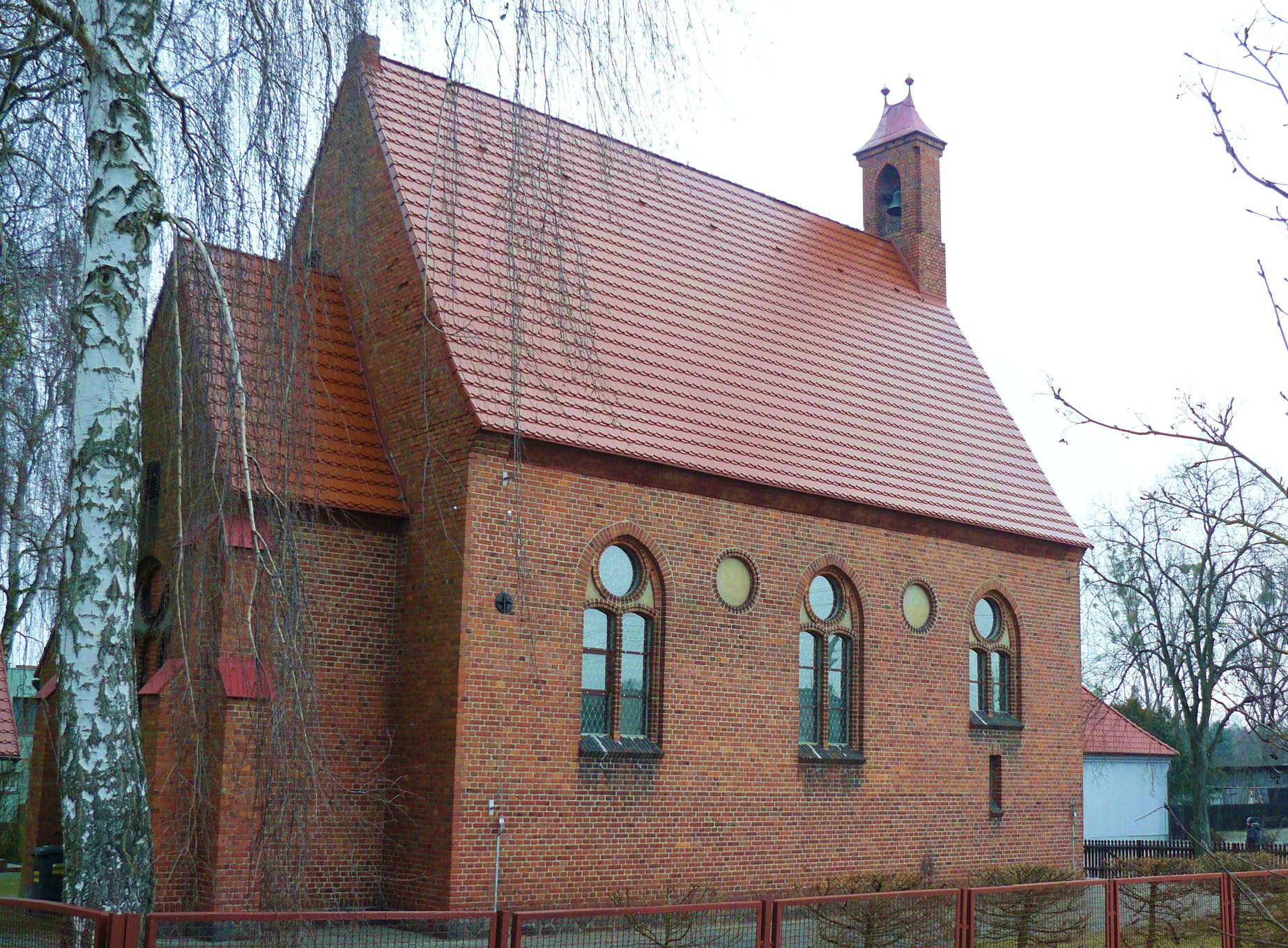
Widok od tyłu
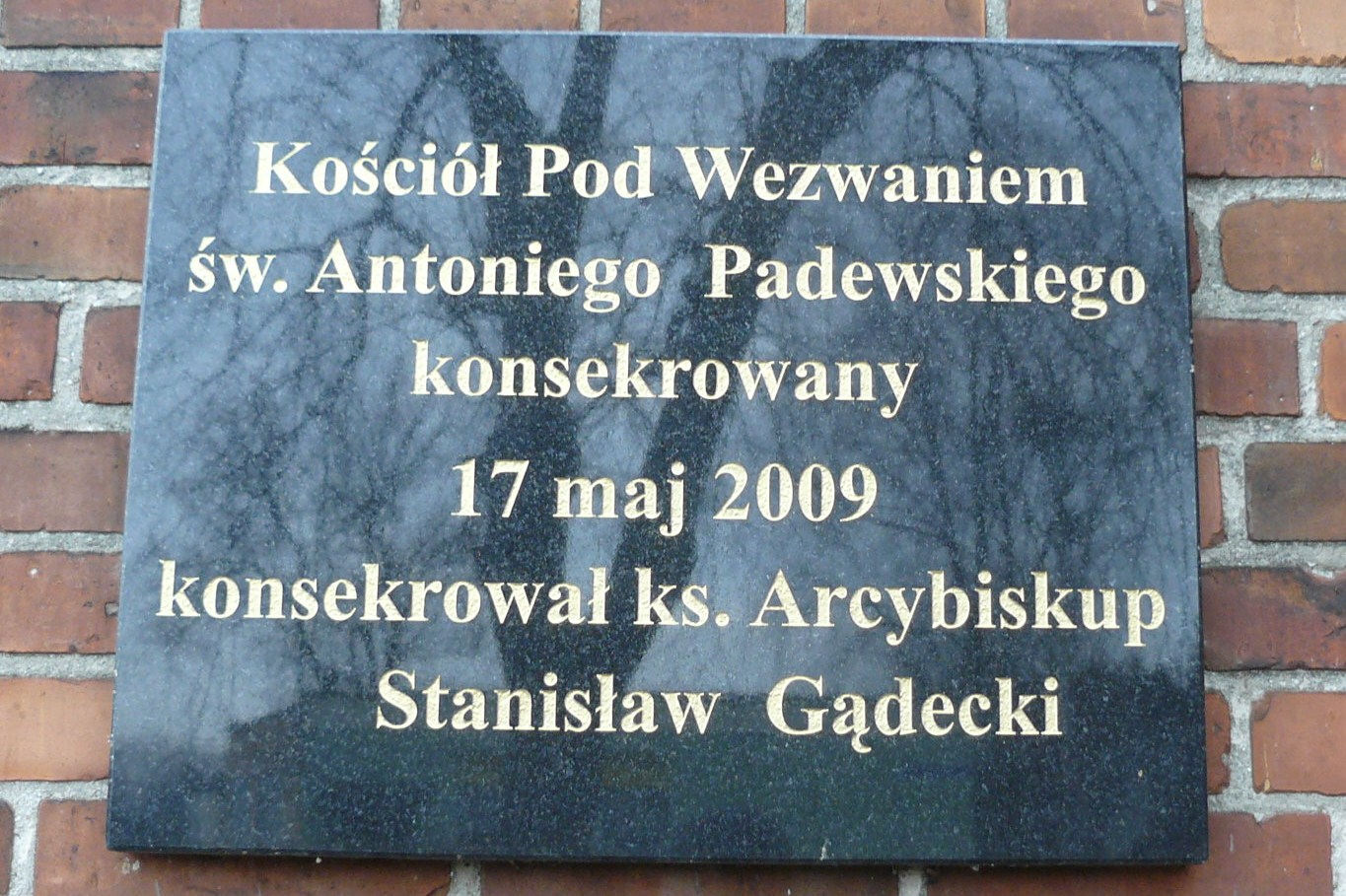
Tablica pamiątkowa